# Tola (Richter)
Tola (hebräisch תּוֹלָע) ist einer der Richter Israels, die im Buch der Richter (Ri 10,1 ) erwähnt werden. 
Tola war nach dem biblischen Bericht der Nachfolger von Abimelech. Er war Sohn Puwas und Enkel Dodos vom Stamme Issachar. Er wohnte in Schamir im Gebirge Ephraim, wo er nach seinem Tod beerdigt wurde. Er richtete Israel 23 Jahre lang. Von allen biblischen Richtern ist es Tola, über den die Bibel am wenigsten berichtet. Das Buch der Richter erwähnt keine seiner Taten. Zu erfahren ist lediglich, dass Tola von Jaïr aus Gilead abgelöst wurde.
| Vorgänger | Amt     | Nachfolger |
| --------- | ------- | ---------- |
| Abimelech | Richter | Jaïr       |